# 三村浩一
三村 浩一（みむら こういち、1957年 - ）は、日本の実業家。東京都出身。スリーエム ジャパン（旧・住友スリーエム）株式会社元代表取締役社長。

## 人物・経歴
東京都出身。1981年、上智大学経済学部卒業。同年4月、住友重機械工業株式会社に入社。1987年、米国に本社を置く世界的化学・電気素材メーカーである3Mの日本法人住友スリーエム株式会社に入社。2000年に3M（米国本社）工業用テープ製品事業部市場開発部長、2002年に3M APAC 工業用マーケットビジネス推進部長、2006年にインドネシア3M代表取締役、2009年に住友スリーエム株式会社執行役員、2010年に同社取締役。2012年に同社代表取締役社長に就任。